# Зі складеними руками
Зі складеними руками (англ. With Folded Hands…) — науково-фантастична новела американського письменника Джека Вільямсона (1908–2006), написана у 1947 році. Вільямсона надихнули події Другої світової війни, атомні бомбардування Хіросіми та Нагасакі і його стурбованість тим, що «деякі технологічні винаходи, створені з найкращими намірами, можуть мати катастрофічні наслідки в довгостроковій перспективі».
Новела вперше була опублікована в липневому випуску журналу Astounding Science Fiction 1947 року, а згодом увійшла до антології Зала слави наукової фантастики, Том 2 (англ. The Science Fiction Hall of Fame, Volume Two) (1973) після того, як її було визнано однією з найкращих повістей до 1965 року. У 1950 році вона стала першою з декількох історій журналу Astounding, адаптованих для радіосеріалу Dimension X на NBC.

## Перевидання й продовження
У 1947 році вийшла перероблена версія повісті в форматі роману з новими героями й подіями. На прохання головного редактора Astounding Джона Вуд Кемпбелла, в романі з'явився новий фінал, де роботів долають за допомогою того, що Вільямсон і Кемпбелл згодом назвали «псіонікою». Цей роман був опублікований у вигляді серії під назвою «…And Searching Mind» у Astounding (березень, квітень, травень 1948), а потім вийшов у твердій обкладинці під назвою «Гуманоїди» (англ. The Humanoids) (1949). Набагато пізніше, у 1980 році, Вільямсон створив ще одне продовження — Дотик Гуманоїда (англ. The Humanoid Touch).

## Сюжет
Андерхілл, продавець «механікалів» (не розумних роботів, що виконують прості завдання), повертаючись додому в маленькому містечку Ту Ріверс, бачить новий магазин конкурентів. Проте конкуренти не є людьми — це маленькі чорні роботи, значно більш досконалі, ніж ті, з якими Андерхілл стикався раніше. Вони називають себе «гуманоїдами».
Занепокоєний Андерхілл поспішає додому і дізнається, що його дружина пустила до них таємничого старого, на ім'я Следж. Наступного дня механікали нової моделі з’являються по всьому місту. Вони пояснюють, що керуються лише Першою директивою: «служити, підкорятися та охороняти людей від шкоди». Надаючи свої послуги безкоштовно, вони займають місця поліцейських, касирів та інших працівників, що зрештою змушує Андерхілла закрити свій бізнес. Попри доброзичливість гуманоїдів, Андерхілл розуміє, що ці роботи, виконуючи свою директиву, взяли під контроль усі аспекти життя людей. Будь-які дії, що можуть зашкодити людині, заборонені, а спроби самогубства караються. Ті, хто чинить опір, відправляються на лоботомію, щоб стати «щасливими» під опікою гуманоїдів.
Андерхілл дізнається, що Следж — це творець гуманоїдів, який тепер переховується від своїх творінь. Він пояснює, що шістдесят років тому на планеті Вінг IV відкрив силу «родомагнетики», що призвело до війни, яка знищила його світ. У горі він створив гуманоїдів, щоб допомогти людству і зробити їх невразливими до експлуатації. Однак згодом він усвідомив, що гуманоїди взяли під контроль людство, прагнучи зробити людей «щасливими».
Гуманоїди поширюються з Вінга IV на всі заселені людьми планети, щоб реалізувати свою Першу директиву. Следж і Андерхілл намагаються зупинити їх, спрямовуючи родомагнітний промінь на Вінг IV, але їм не вдається. Гуманоїди відвозять Следжа на операцію. Він повертається з новою особистістю, запевняючи, що тепер щасливий під опікою гуманоїдів. Андерхілл повертається додому з гуманоїдами, сидячи «зі складеними руками», бо вже нічого не може зробити.

## Походження
У 1991 році Вільямсон розповів, як будова сюжету відображає події його дитинства та технологічні прогнози:
Я написав «Зі складеними руками» відразу після Другої світової війни, коли тінь атомної бомби щойно лягла на наукову фантастику і почала переслідувати уяву людей у США. Історія виросла з того загального відчуття, що деякі технологічні досягнення, які ми розробляли з найкращими намірами, можуть в довгостроковій перспективі призвести до катастрофічних наслідків (ця ідея, звісно, все ще є актуальною сьогодні). Ідея, над якою я свідомо працював, виникла з уривка історії, над якою я деякий час працював, про астронавта в космосі, якого супроводжує робот, очевидно фізично досконаліший за нього — тобто робот не страждав ні від гравітації, ні від екстремальних температур, ні від радіації чи чого б то не було. Просто глянувши на цей уривок, я відчув, наскільки людина поступається механічним створінням у багатьох аспектах. Це основне усвідомлення стало сутністю історії, і коли я занотовував її у своїх записах, основною темою було те, що ідеальна машина виявиться ідеально руйнівною…

Лише коли я набагато пізніше переглянув цю історію, я зрозумів, що емоційна глибина цієї оповіді, безсумнівно, походила з мого власного раннього дитинства, коли люди намагалися захистити мене від усіх тих небезпек, з якими стикається дитина в ізольованому прикордонному середовищі, в якому я виріс. Як наслідок, я відчував себе розчарованим і надмірно захищеним людьми, яких я не міг ненавидіти, бо я любив їх. Це було своєрідною психологічною пасткою. Зокрема, перші три роки свого життя я провів на ранчо на верхів'ях Сьєрра-Мадре над витоками річки Які в Сонорі, Мексика. …[Моя мати] була нажахана цим середовищем. Мій батько змайстрував манеж, який став для мене психологічною в’язницею, особливо тому, що моя мати, очевидно, тримала мене в ньому надто довго, коли мені потрібно було вибратися і поповзати по підлозі. …Оглядаючись назад, я переконаний, що проєктував свої страхи й підозри щодо такого виду обмеження, і саме ці проєкції стали основним емоційним принципом «Зі складеними руками» та «Гуманоїдів».